# Transfuziologija
Transfuziologija je veja medicine, ki deluje na področju pretoka krvi. Najbolj je pomembna pri odvzemu krvi za potrebe krvne banke in dodajanju krvi v poškodovano telo.
Zdravnik-specialist, ki deluja na tem področju, se imenuje transfuziolog.